# Winchester (Idaho)
Winchester és una ciutat al Comtat de Lewis a l'estat d'Idaho. Segons el cens del 2000 tenia 308 habitants.

## Demografia
Segons el cens del 2000, Winchester tenia 308 habitants, 135 habitatges, i 88 famílies. La densitat de població era de 660,7 habitants/km².
Dels 135 habitatges en un 20% hi vivien nens de menys de 18 anys, en un 56,3% hi vivien parelles casades, en un 5,9% dones solteres, i en un 34,8% no eren unitats familiars. En el 28,9% dels habitatges hi vivien persones soles el 14,1% de les quals corresponia a persones de 65 anys o més que vivien soles. El nombre mitjà de persones vivint en cada habitatge era de 2,22 i el nombre mitjà de persones que vivien en cada família era de 2,74.
Per edats la població es repartia de la següent manera: un 17,5% tenia menys de 18 anys, un 4,9% entre 18 i 24, un 23,4% entre 25 i 44, un 37% de 45 a 60 i un 17,2% 65 anys o més.
L'edat mediana era de 47 anys. Per cada 100 dones de 18 o més anys hi havia 106,5 homes.
La renda mediana per habitatge era de 36.250 $ i la renda mediana per família de 40.179 $. Els homes tenien una renda mediana de 35.625 $ mentre que les dones 23.125 $. La renda per capita de la població era de 16.588 $. Aproximadament el 8,1% de les famílies i el 7,4% de la població estaven per davall del llindar de pobresa.

## Poblacions properes
El següent diagrama mostra les poblacions més properes.